# Château de Chaumont (La Serre-Bussière-Vieille)
Château de Chaumont ist ein ruinöses Château, das seit dem Jahr 2023 restauriert wird. Es liegt in Chaumont zwischen den Gemeinden Mainsat und La Serre-Bussière-Vieille im Département Creuse und damit im Zentrum Frankreichs in der Nouvelle-Aquitaine-Region.
Der Zufahrtsweg zum Château liegt in Mainsat, das Gebäude selbst im benachbarten La Serre-Bussière-Vieille.

## Geschichte

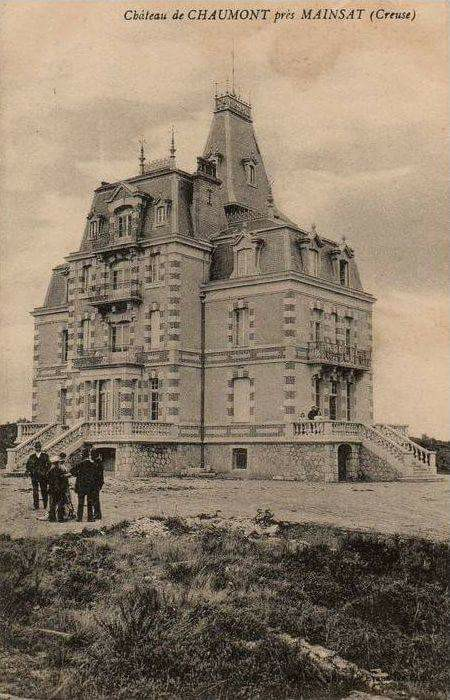
Das Château de Chaumont in einer historischen Ansicht

Das Anwesen wurde im frühen 20. Jahrhundert von einem wohlhabenden, russischen Geschäftsmann für sein Protegé Eugénie Bardet, eine junge Sängerin aus Creuse, erbaut.

### Kinderheim und Aufnahmestation für Juden (1939–1945)
Von 1939 an war das Château an die Hilfsorganisation Œuvre de secours aux enfants (OSE) (Children’s relief work) vermietet. Ab 1940 wird die Geschichte des Château mit der Rettung von Juden während des Zweiten Weltkriegs in Verbindung gebracht. Das Creuse Departement nahm zwischen 1939 und 1945 etwa 3000 Juden, davon ca. 1000 Kinder, auf. Die OSE hatte drei Aufnahmeeinrichtungen für Kinder in Creuse, eine davon in Chaumont, die unter der Leitung von Lotte Schwarz stand. Die Synagoge Neuilly-sur-Seine, 1866 im Einzugsgebiet von Paris entstanden, floh 1939 aufgrund der durch die Deutschen besetzten Nordzone nach Creuse in die Freie Zone.
Im Jahr 1940 fand der französische Humorist Popeck, damals vier Jahre alt, im Château bis 1942 Zuflucht. Memoiristin Fanny Ben-Ami und ihre Schwester versteckten sich dort drei Jahre lang, bis ihr Aufenthalt von einem neuen Dorfpriester gemeldet wurde.
Der Konzertveranstalter Bill Graham, der später in San Francisco lebte, verbrachte als jüdisches Kind auf der Flucht vor den Nationalsozialisten Teile seiner Kindheit im Château. Später floh er weiter in die Vereinigten Staaten.
Am Beginn des Weges (Rue de Chaumont), der zum Château führt, gibt es eine Gedenktafel.

### Brand und Restaurierung
Als die Besitzerin Eugénie Bardet gestorben war, entschieden ihre Erben, das Château zu verkaufen. 1967 wurde es an Jean-François Mironnet, Manager von Coco Chanel, und seine damalige Frau verkauft.
Im Februar 1986 wurde das Gebäude durch einen Brand komplett zerstört, sodass nur noch die Außenwände stehen blieben. Mironnet's Frau war zum Zeitpunkt des Feuers alleine im Château und schaffte es, sich vor den Flammen zu retten, indem sie durch ein Fenster an aneinander geknoteten Bettlaken hinunter kletterte.
2017 wurde das Anwesen auf der Kleinanzeigenseite Leboncoin zum Verkauf angeboten. Im Oktober 2022 kaufte Daniel Preston, ein Engländer mit Wohnsitz in Frankreich und Betreiber des YouTube-Kanals Escape to rural France, das Château zu einem Preis von 60.000 € und begann mit der umfangreichen Restauration.